# Albrecht van Loo
Albrecht van Loo ('s-Gravenhage, omstreeks 1472 - 's-Gravenhage, 5 januari 1525) was een Nederlandse raadpensionaris.
Van Loo studeerde aan de universiteiten van Leuven en Orléans. Tot 1505 was hij stadsadvocaat van Dordrecht. Bij het Hof van Holland, Zeeland en West-Friesland was hij substituut-griffier (1505-1508) en Raad (1510-1513). Van 1513 tot 1524 was hij landsadvocaat (raadpensionaris) van de Staten van Holland. Van 1515 tot 1524 was hij Raad in het Hof van Holland. Het gelijktijdig uitoefenen van de functie van landsadvocaat en van raadsheer in het Hof van Holland werd door de grote steden onverenigbaar geacht, maar Van Loo hield deze situatie gedurende een periode van negen jaren wel in stand.

## Familie
Van Loo was een zoon van Albrecht van Loo, pensionaris van Dordrecht (1505-1511) en Dieuwertje van Egmond van Cranenburch. Hij trouwde met Maria Zwinters, dochter van Pieter Zwinters en Catharina Borre van Amerongen. Hun zoon Gerrit van Loo was grietman van Het Bildt en Raad en Rentmeester van Friesland.

## Wapen
Wapen van het geslacht Van Loo: In rood twee schuingekruiste zwaarden met gouden gevesten, de punten omlaag, vergezeld van vier zilveren klaverbladen en met een gekroonde helm, het helmteken een vlucht van zilver en rood, elke vleugel beladen met vier klaverbladen. Het wapen komt ook voor met twee gekruiste zilveren zwaarden, vergezeld van vier rode klaverbladen.